# Daniel Rambaut
Pour les articles homonymes, voir Rambaut.
Pas d'image ? Cliquez ici

b Matchs officiels uniquement.
Daniel Frederick Rambaut, né le 6 août 1865 à Waterford et mort le 30 novembre 1937 à Northampton, est un joueur de rugby à XV, qui joue avec l'équipe d'Irlande en 1887 et 1888. 

## Biographie
Daniel Rambaut honore sa première cape internationale le 15 février 1887 avec l'équipe d'Irlande à l'occasion d'un match contre l'équipe d'Angleterre dans le cadre du tournoi britannique de rugby à XV 1887. Il joue son dernier match international le 3 mars 1888 contre l'équipe du pays de Galles au cours du tournoi britannique de rugby à XV 1888.
La première victoire de l'équipe d'Irlande à Lansdowne Road est sa première victoire contre l'Angleterre le 15 février 1887 sur le score de 6 à 0. C'est seulement la deuxième victoire en vingt-cinq rencontres de l'équipe nationale. Robert Warren est le capitaine de l'équipe, Robert Montgomery et CR Tillie inscrivent deux essais transformés par Daniel Rambaut. John Macaulay fait partie de l'équipe.

## Statistiques en équipe nationale
- Quatre sélections
- 3 points (3 transformations)
- Sélections par année : 3 en 1887, 1 en 1888.
- Participation à deux tournois britanniques en 1887 et 1888.